# Michel Deffet
Michel Deffet, né à Bellaire, le 18 décembre 1937 est un homme politique belge, membre du Parti socialiste.

## Carrière professionnelle
Il est professeur de dessin technique dans l'enseignement de la ville de Liège (1958-1995); délégué syndical CGSP; militant socialiste et wallon; vice-président du comité de la cantonale de Fléron du Mouvement populaire wallon (septembre 1961); membre du Conseil supérieur des villes, communes et provinces de Wallonie (CSVCPW) (1994-); président de la Compagnie liégeoise des Eaux et administrateur de l' Intercommunale d'incendie; président du Foyer de la Région de Fléron (logement social), vice-président de l'AWaL, Association wallonne du Logement.

## Carrière politique
- Conseiller communal de Bellaire (1971-1976)
  - Bourgmestre (1971-1976)
- Conseiller communal de Beyne-Heusay (1977-2000)
  - Échevin (1977-1985)
  - Bourgmestre (1985-1996)
- Conseiller provincial de Liège (1988-1994)
- Député wallon (1995-1999) en suppléance de Jean-Maurice Dehousse